# Wilhelm Fabricius
Wilhelm Fabricius z Hilden lub Hildanus (ur. 25 czerwca 1560, zm. 15 lutego 1634) – niemiecki lekarz, chirurg. Był miejskim lekarzem w szwajcarskim mieście Berno. Jego osiągnięcia dotyczą głównie leczenia ran. Przetłumaczył wiele prac z łaciny na języki europejskie, między innymi francuski i niemiecki.